# Уяндина
Уя̀ндина (на якутски: Уйаандьы) е река в Азиатската част на Русия, Източен Сибир, Република Якутия (Саха), ляв приток на река Индигирка. Дължината ѝ е 586 km, която ѝ отрежда 144-то място по дължина сред реките на Русия. С дясната съставяща я река Иргичан дължината на Уяндина става 797 km.
Река Уяндина се образува от сливането на реките Баки (170 km, лява съставяща, водеща началото си от западната част на Полоусний кряж) и Иргичан (211 km, дясна съставяща, водеща началото си от северозападната част на Селеняхския хребет), на 152 m н.в., в североизточната част на Република Якутия (Саха). След образуването си Уяндина тече на югоизток (277 km), а след устието на десния си приток Буор-Юрях – на изток (309km) през западната част на Абийската низина. Влива се отляво в река Индигирка), при нейния 599 km, на 20 m н.в., на 20 km югозападно от посьолок Белая Гора, в североизточната част на Република Якутия (Саха).
Водосборният басейн на Уяндина има площ от 77 хил. km2, което представлява 21,39% от водосборния басейн на река Индигирка. В басейнът на реката има над 7 хил. езера с обща площ от 770 km2.
Водосборният басейн на Селенях граничи със следните водосборни басейни:
- на юг и запад – водосборния басейн на река Селенях, ляв приток на Индигирка;
- на североизток – водосборните басейни на реките Бьорьольох, Аллаиха и Курунг-Юрях леви притоци на Индигирка;
- на северозапад – водосборния басейн на река Чондон, вливаща се в море Лаптеви;
- на север – водосборния басейн на река Хрома, вливаща се в Източносибирско море;

Река Уяндина получава множество притока с дължина над 10 km, като 3 от тях е с дължина над 100 km:
- 316 → Жълта 165 / 881
- 309 ← Буор-Юрях 213 / 3460
- 170 → Хатинах 444 / 10 100

Подхранването на реката е снежно-дъждовно. Характерно е пролетно-лятно пълноводие (от юни до началото на септември) и лятно-есенни прииждания в резултат на поройни дъждове, при които нивото ѝ се повишава и залива обширни райони. Среден годишен отток в 708 m3/s, което като обем се равнява на 22,345 km3. Реката замръзва през октомври, а се размразява в края на май или началото на юни. От декември до април Уяндина замръзва до дъно.
По течението на Уяндина няма постоянни населени места. Реката е богата на риба.